# Ngô Đình Lệ Quyên
Ngô Đình Lệ Quyên (26 tháng 7 năm 1959 – 6 tháng tư 2012) là một luật sư, người từng là Ủy viên Di Trú cho thành phố Roma, Ý.

## Tiểu sử
Là người con gái út trong bốn người con của bà Trần Lệ Xuân và Ngô Đình Nhu – em trai và cố vấn cho Tổng thống Việt Nam Ngô Đình Diệm. Vào năm 1963, chế độ Ngô Đình Diệm bị sụp đổ – trong đó cả hai người gồm cha của bà là Ngô Đình Nhu và bác Ngô Đình Diệm đã bị ám sát, Lệ Quyên bị buộc phải rời khỏi quê hương cùng gia đình của mình và cuối cùng xin tị nạn Rome.
Sau khi đoàn tụ gia đình sống ở Paris trong hai năm và sau đó vào năm 1965, gia đình Lệ Quyên chuyển đến Rome, nơi bà nhận được một nền giáo dục toàn diện từ tiểu học qua trường trung học Công giáo tổ chức tư nhân của Sisters Nevers.
Lệ Quyên tốt nghiệp ngành Luật tại Đại học Sapienza của Roma. Trong luận án của mình, bà đào sâu vào "Các vấn đề của Việt Nam tại Hội nghị Geneva năm 1954". Bà cũng tham gia khóa học hai năm về Thần học Marian tại Đại học Marianum ở Roma.
Lệ Quyên được biết đến tại Roma vì luôn từ chối trong việc nhập quốc tịch Ý.
Năm 1969, bà là một trong số những người lưu vong nước ngoài đầu tiên nhận tình trạng tị nạn chính trị tại Ý. Dù vậy, bà vẫn là một người tị nạn chính trị trong 39 năm cho đến tháng 4 năm 2008, khi Tổng thống Cộng hòa Giorgio Napolitano trao quyền công dân Ý cho bà vì "những đóng góp nổi bật cho nhà nước". Đây là một vinh dự mà ít người ngoại quốc nào có được ở Italia.

## Sự nghiệp
Kể từ năm 1989, được hướng dẫn bởi các giáo sư đại học của Luật Quốc tế Maria Rita Saulle, Lệ Quyên bắt đầu làm công việc nghiên cứu trong lĩnh vực nhân quyền, tị nạn và di dân, luật pháp quốc tế và EC tại Đại học Hải quân của Napoli cũng như Luật Quốc tế và Tổ chức tại Đại học Rome La Sapienza. Bà hướng nhiều khóa đào tạo chuyên môn và giảng dạy trong các khóa học thạc sĩ trong "Bảo hộ quốc tế về quyền con người" của Khoa Khoa học Chính trị tại Roma (từ khi thành lập vào năm 2001 cho đến năm 2012).
Trong tháng 11 năm 1992, trình bày cho Don Luigi Di Liegro giám đốc Caritas của Roma, do Giáo sư Saul, bắt đầu hoạt động trong tổ chức như một điều phối viên của Trung tâm tư vấn cho người nhập cư Caritas của Roma, đài quan sát người nhập cư lớn nhất và cấu trúc hoạt động trong khu vực tự nguyện (hơn 185.000 hồ sơ của người nước ngoài đăng ký từ năm 1981 và đại diện cho 146 quốc gia).
Trong tháng 12 năm 1996, bà đã được mời gọi trở thành người đứng đầu của các di dân của Caritas giáo phận Roma và điều phối và quản lý các dịch vụ khác nhau cho những người nhập cư nước ngoài (trung tâm nghe, tạm lánh cho phụ nữ, nam giới, gia đình và vườn ươm). Ở vị trí này bà liên tục tương tác với các tổ chức công cộng tại địa phương, trong nước và quốc tế.
Trong năm 2000, bà là thành viên của Ủy ban Giáo hội Ý để giúp đỡ các nước nghèo.
Như một kết quả của hoạt động xuất sắc của mình trong lĩnh vực này, Lệ Quyên đã tham gia bởi Caritas Italia trong quá trình thiết lập một hệ thống quốc gia tiếp nhận mà kết quả của Chương trình Asylum Quốc gia (PNA) (mà đã trở thành trong năm 2002 các hệ thống quốc gia về Bảo vệ Asylum Seekers và người tị nạn – SPRAR), kết hợp với Bộ Nội vụ, UNHCR, ANCI (Hiệp hội Quốc gia Các thành phố của Ý).

## Các hoạt động khác
Trong bối cảnh này, Lệ Quyên đã tích cực trong một số dự án liên quan:
- 2000–2007: Dự án "tị nạn", một hoạt động đa dạng và đa chức năng nhằm mục đích thúc đẩy và điều phối các hoạt động liên quan tại 46 Giáo phận Caritas làm việc trong lĩnh vực người tị nạn.[2]
- 2002: sự phối hợp của các cuộc hội thảo của công chúng về nhập cư và tị nạn cho các kế hoạch xã hội của Roma.
- 2003: "Asylum Project" nhằm đào tạo và cập nhật của các Caritas giáo phận tham gia vào Quốc Asylum phối – PNA.
- 2003: điều phối viên dự án "Nhập cư, tị nạn và buôn bán", trong đó sản xuất nghiên cứu luật so sánh về Công ước Liên Hợp Quốc về quyền của người lao động di cư và gia đình của họ, với sự quan tâm đặc biệt đến công tác phòng chống buôn bán phụ nữ ở Ukraine (trong thỏa thuận với Bộ Nội vụ Italia).
- 2005–2007: Dự án "IntegRARsi" và "Meta", trong chương trình châu Âu "bình đẳng", thử nghiệm các cách mới để tạo thuận lợi cho việc tiếp cận của người tị nạn đến thị trường lao động.
- Tháng 1 năm 2005 – tháng 9 năm 2009: Thành viên của Ủy ban về Di cư của Caritas Europa, một liên bang gồm có 48 tổ chức ở 44 quốc gia. Trong số các hoạt động được thực hiện tại khu vực này đã có việc soạn thảo một "giấy vị trí" và can thiệp vào các cuộc họp ở cấp độ châu Âu vào "sans PAPIERS" cũng như các tổ chức và tham gia vào Ủy ban về Di cư, diễn đàn về di cư, các khóa học đào tạo phối hợp với UNHCR, các nghiên cứu trong lĩnh vực di cư và các cuộc họp với các thể chế "Troika" và tổng thống lần lượt của Ủy ban châu Âu.
- Tháng 1 năm 2008 – tháng 9 năm 2009: Ủy ban Di dân của Caritas châu Âu bầu làm chủ tịch.
- Tháng 6 năm 2006 – Tháng 1 năm 2007: bà là một thành viên của Ủy ban Bộ trưởng trên CPT (được tạo ra bởi các bộ trưởng nội vụ trên Giuliano Amato và chủ trì bởi Staffan de Mistura). Đã được dự định đến thăm tất cả các trung tâm dịch vụ, tạm giam, trung tâm trung tâm xác định và tiếp nhận để phân tích các hoạt động của các cơ sở cho việc tạm giam và hỗ trợ cho những người nhập cư bất hợp pháp và sự hiếu khách của người tị nạn. Các hoạt động của Ủy ban đã kết thúc với việc soạn thảo các hướng dẫn gửi đến Bộ Nội vụ và sau đó được sử dụng cho việc xây dựng một dự thảo luật mới về nhập cư.
- Tháng 6 năm 2009: bà được bầu làm chủ tịch của bộ phận Ý của AWR – "Hiệp hội nghiên cứu về các vấn đề người tị nạn thế giới", với tư cách tư vấn tại Liên Hợp Quốc và Hội đồng châu Âu.
- Tháng 10 năm 2010: bà được bầu làm phó chủ tịch của AWR quốc tế.
- 2010–2012: tiếp tục các hoạt động trong giáo phận Caritas Roma, với kết quả xuất sắc trong việc quản lý các dự án FER[3](Quỹ châu Âu về người tị nạn). Sáng kiến cho sự hội nhập xã hội của những người tị nạn và các hoạt động nghiên cứu trên Asylum được đánh giá cao và ca ngợi bởi Ủy ban châu Âu (EC).

## Qua đời
Ngày 16 tháng 4 năm 2012, chiếc xe máy Vespa của bà đã gặp va chạm mạnh với một chiếc xe buýt trên đường phố Rome. Do vết thương khá nặng nên bà đã qua đời. Kênh thông tin Roma Uno sau đó đã đăng tải đoạn video về hiện trường vụ tai nạn. Trong đoạn video, ta có thể thấy các nhân viên pháp y đã trải một tấm vải trắng lên thi thể của bà, máu vẫn còn rỉ.

## Gia đình
Bà có chồng là người Ý, và vẫn giữ họ mình chứ không mang họ chồng. Cậu con trai sinh năm 2007 của bà đã mang họ mẹ trên giấy tờ là Ngô Đình Sơn.

## Ấn phẩm
- La République du Viet-Nam et les Ngô Đình Ngô Đình Quỳnh, Ngô Đình Lệ Quyên (+), Jaqueline Willemetz, L'Harmattan, Paris 2013.